# ناتسومي هارا
ناتسومي هارا (原 奈津美) (مواليد 18 أغسطس 1988)، هي لاعبة كرة قدم كانت تلعب كمهاجم. ولعبت مع منتخب اليابان لكرة القدم للسيدات.